# میسکو ماکوارت
میسکو ماکوارت (دانمارکی: Miskow Makwarth؛ ‏ ۵ نوامبر ۱۹۰۵ – ۱۳ دسامبر ۱۹۹۲) بازیگر اهل دانمارک بود.
از فیلم‌هایی که وی در آن‌ها نقش داشته است، می‌توان به مسافرخانه شناور، مهمانی اداره و همان‌گونه که از بهشت فرستاده شد اشاره نمود.